# طوال الظفير
طوال الظفير؛ هي منطقة جغرافية تضم مجموعة آبار مياه واقعة في  المنطقة المحايدة بين السعودية والعراق سابقاً، شمال وادي الباطن وهي آبار الرخيمية،الدليمية،نصاب،الجليدة،الوقباء. 

## التاريخ
كما يشير مسمى الطوال إلى الآبار العميقة بينما الظفير هي القبيلة المتواجدة في تلك المنطقة، وأخذ اسم طوال الظفير بعد تاريخي حيث أشارت الكثير من الوثائق البريطانية إلى هذا الاسم كما ذكر لوريمر في كتابه دليل الخليج وذلك عام 1908م. بينما وصف هاري جون فيلبي طوال الظفير بأنها مجموعة آبار تقع في مراعي قبيلة الظفير القوية.